# Jurij Suchorukow
Jurij Suchorukow, ukr. Юрій Сухоруков (ur. 29 marca 1968 w Doniecku) – ukraiński strzelec sportowy, wicemistrz olimpijski, wicemistrz świata.
Srebrny medalista igrzysk olimpijskich w 2008 roku w konkurencji karabinu dowolnego 50 m trzy postawy.
Srebrny medalista mistrzostw świata z 2006 roku w konkurencji karabinu dowolnego leżąc 50 m.